# John E. Rickards
John Ezra Rickards, född 23 juli 1848 i Delaware City i Delaware, död 26 december 1927 i Berkeley i Kalifornien, var en amerikansk republikansk politiker. Han var Montanas viceguvernör 1889–1893 och därefter guvernör 1893–1897.
Efter skolgång i Delaware flyttade Rickards vidare till Colorado och därifrån till Kalifornien innan han bosatte sig i Butte där han var verksam inom olje-, fastighets- och försäkringsbranscherna.
Rickards gifte sig 1883 med Eliza E. Ellis. År 1889 tillträdde han som viceguvernör i Montana och efterträddes 1893 av Alexander C. Botkin. Rickards efterträdde sedan Joseph Toole som guvernör och efterträddes 1897 av Robert Burns Smith. I guvernörsvalet 1892 fick Rickards över 41 procent av rösterna och besegrade därmed knappt demokraten Timothy E. Collins. Efter sin tid som guvernör flyttade Rickards till Kalifornien och innehade i 18 år en tjänst vid United States Census Bureau i San Francisco.